# 森本73子
森本 73子（もりもと なみこ、7月3日 - ）は、日本の声優、女優。山口県出身。マウスプロモーション所属。

## 人物
以前はE-sprinG、アールグルッペに所属していた。
方言は山口弁。趣味・特技は三味線・土いじり・収納・歯科衛生士免許。

## 出演

### テレビアニメ
2018年
- ジョジョの奇妙な冒険 黄金の風（2018年、メニーニ、老婦人）

2019年
- パパだって、したい（女性3）
- どろろ（侍女）
- 逆転裁判 〜その「真実」、異議あり!〜（天流斎エリス）

2020年
- うちタマ?! 〜うちのタマ知りませんか?〜（リリーさん）
- 恋する小惑星（民宿のおばさん）
- おちこぼれフルーツタルト

2021年
- パズドラ（主婦A）

2022年
- ダンス・ダンス・ダンスール（一組担任）
- 組長娘と世話係

2023年
- ワールドダイスター（審査員A）
- 異世界召喚は二度目です（女獣人）
- 異世界はスマートフォンとともに。2（エリア王妃）

2024年
- 明治撃剣-1874-（Old Woman）
- アストロノオト（祭客）
- 声優ラジオのウラオモテ（由美子のおばあちゃん）

2025年
- 雨と君と（女性）

### Webアニメ
- マウスどうぶつえん（2018年、オオアリクイの73こ）

### 吹き替え

#### 映画（吹き替え）
- 禁じられた遊び（ミシェルの母〈シュザンヌ・クールタル〉[9]）※N.E.M版
- ゴーギャン タヒチ、楽園への旅（メット・ゴーギャン）
- シティ・オン・ファイアー（ボードマン）
- スパイモンキー
- スピーシーズ2
- スローターハウス・ルールズ（ヘッジャー〈ジョー・ハートリー〉[10]）
- ダウントン・アビー (映画)（フィリス・バクスター〈ラケル・キャシディ〉[11]）
  - ダウントン・アビー/新たなる時代へ[12]
- デイ・アフター・トゥモロー
- ナイブズ・アウト/名探偵と刃の館の秘密（ドナ・スロンビー〈リキ・リンドホーム〉[13]）
- ヒットマンズ・ボディガード（レナータ・カソリア）
- 僕のワンダフル・ジャーニー（飼い主の女性[14]）
- リベンジ・リスト（ビビアン〈レベッカ・デモーネイ〉）

#### ドラマ
- エバーウッド 遥かなるコロラド4（ローリー）
- FBI: 特別捜査班
- エレメンタリー ホームズ&ワトソン in NY（マニー、女性弁護士）
- Empire 成功の代償（ロクサーヌ）
- カササギ殺人事件（クレア・ジェンキンズ/クラリッサ・パイ〈ピッパ・ヘイウッド〉）
- カリフォルニケーション（営業ウーマン）
- グッド・ワイフ（ジョリー教授）
- グッドラック・チャーリー（キャサリン）
- クレイジー・エックス・ガールフレンド（カレン）
- ゲッド エド!（コーラ）
- ゴースト 〜天国からのささやき4（ジェーン）
- ザ・ケープ 漆黒のヒーロー（スーザン）
- CSI:9 科学捜査班（サブリナ）
- CSI:マイアミ（エリザベス）
- ジョナス in L.A. シーズン2（リサ）
- 紳士の品格（ミンスク）
- ダウントン・アビー（バクスター〈ラケル・キャシディ〉）
- チャーリー・シーンのハーパー★ボーイズ（ケリー）
- 鉄の王 キム・スロ（アロ）
- Trying～親になるステップ～（ジリー・ニューマン〈マリアン・マクローリン〉)
- Dr.HOUSE（フラニー）
- 春のワルツ
- FARGO/ファーゴ（シンディ）
- THE BLACKLIST/ブラックリスト（モニカ、マデリーン）
- メリー・アン・シングルトンの物語
- レバレッジ 〜詐欺師たちの流儀 シーズン1（ネビンス）
- ロンギヌスの槍を追え #1, #2

#### アニメ
- アルビン3 シマリスたちの大冒険
- ザ・シンプソンズ  (エリザベス・フーバー先生〈2代目〉)

### ナレーション
- 白鳥の湖 TVCM
- JTBの旅館の案内（JTBのHP）
- アパートメントスタイリッシモ 〜ウェイウェイ編
- アパートメントスタイリッシモ 〜Yoshie編
- Act on TVCM
- 爆笑問題の検索ちゃん
- GyaO マンハッタンダイアリーズ 番組宣伝CM

### ボイスオーバー
- スーパーモーニング
- ワイド!スクランブル
- サタデースクランブル
- サンデースクランブル
- スーパーJチャンネル
- ニュースステーション
- 報道ステーション
- ザ・スクープ
- 現代の驚異 #蒸留所2
- マリア・カラス特番
- 生命の誕生 前・後編

### 映画
- 地下鉄に乗って（篠原哲雄監督　娼婦役）
- 紅幸-Benisachi-魔女と出前持ちと巡査（篠原哲雄監督　田口先生役）
- 紅幸-Benisachi-花見（篠原哲雄監督　田口先生役）
- 夜だけのハロー（芝西茂監督　主人公の母役）
- 姉弟、旅に出る（今西祐子監督　姉役）
- 青春ダウンジング（松本卓也監督　OL役）
- 扇風機の気持ち（山口智監督　母役）
- 花びらとこころ（ただのともこ監督　主人公の女役）
- おかえりなさい（山岡真介監督　主人公の母　政子役）
- くそガキの告白（鈴木太一監督）
- ハローグッバイ（江藤有吾監督　主人公の母　静江役）
- 代行のススメ（山口智監督　山田辰夫主演　広子役）

### 舞台
- お見合いしましょ（劇団　娯楽天国）
- 昭和スキャンティ（弾丸MAMAER）
- デマゴギー226（弾丸MAMAER）
- ぼくの好きな先生（新宿625）[15]